# Cupha mirona
Cupha mirona är en fjärilsart som beskrevs av Hans Fruhstorfer 1904. Cupha mirona ingår i släktet Cupha och familjen praktfjärilar. Inga underarter finns listade i Catalogue of Life.